# Форг (коммуна)
Форг (фр. Forgues, окс. Hòrgas) — коммуна во Франции, находится в регионе Юг — Пиренеи. Департамент — Верхняя Гаронна. Входит в состав кантона Рьём. Округ коммуны — Мюре.
Код INSEE коммуны — 31189.

## География

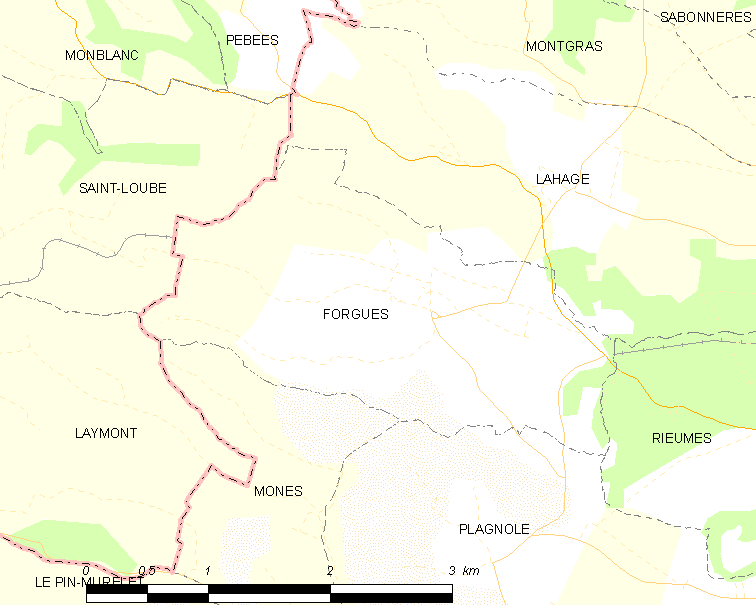
Карта коммуны

Коммуна расположена приблизительно в 620 км к югу от Парижа, в 38 км к юго-западу от Тулузы.

## Климат
Климат умеренно-океанический. Зима мягкая и снежная, весна характеризуется сильными дождями и грозами, лето сухое и жаркое, осень солнечная. Преобладают сильные юго-восточные и северо-западные ветры.

## Население
Население коммуны на 2010 год составляло 189 человек.
| 1962 | 1968 | 1975 | 1982 | 1990 | 1999 | 2010 |
| ---- | ---- | ---- | ---- | ---- | ---- | ---- |
| 122  | 90   | 72   | 75   | 120  | 152  | 189  |

## Администрация
| Период | Период | Фамилия      | Партия | Примечания |
| ------ | ------ | ------------ | ------ | ---------- |
| 2001   | 2014   | Ги Берж      |        |            |
| 2014   | 2020   | Вильям Ларьё |        |            |

## Экономика
В 2010 году среди 122 человек трудоспособного возраста (15—64 лет) 106 были экономически активными, 16 — неактивными (показатель активности — 86,9 %, в 1999 году было 81,4 %). Из 106 активных жителей работали 100 человек (47 мужчин и 53 женщины), безработных было 6 (3 мужчин и 3 женщины). Среди 16 неактивных 5 человек были учениками или студентами, 3 — пенсионерами, 8 были неактивными по другим причинам.